# ペール・ヘンリク・ノルドグレン
ペール・ヘンリク・ノルドグレン（Pehr Henrik Nordgren, 1944年1月19日 - 2008年8月25日）はフィンランドの作曲家。

## 経歴
オーランド諸島のSaltvikの生まれ。1958年からヘルシンキで作曲のレッスンを受ける。1962年から1967年までヘルシンキ大学で楽理を、また1965年から1969年にかけてヨーナス・コッコネン（Joonas Kokkonen）に個人的に師事する。1970年から1973年には東京藝術大学で、長谷川良夫の下で作曲を学ぶとともに、日本の伝統音楽を知り、すぐに音楽的影響を受けることになる。
1973年、東京でShinobu Suzukiと結婚後、フィンランドに戻り、カウスティネン（en:Kaustinen）でフリーランスの作曲家として身を立てる。また、オストロボスニア室内管弦楽団（Ostrobothnian Chamber Orchestra）ならびにそのリーダー、ユハ・カンガス（Juha Kangas）との協力関係から、たくさんの管弦楽作品を作曲している。
スタイルは、十二音技法とジェルジ・リゲティのトーン・クラスター技法から来ているが、その中にはさらに多くの要素が含まれ、それが多元的にあるというよりも、一体となっているということができる。ピアノのための『小泉八雲の怪談によるバラード』など日本の伝統音楽との出会いや、カンテレなどフィンランドの民族楽器が重要な役割を占めるフィンランド民謡作品は別として、作曲活動の中心にあるのは弦楽作品で、協奏曲、弦楽オーケストラのための作品、弦楽四重奏曲、ソナタがそれに含まれる。
その経歴から日本との関係も深く、1999年には東北大学混声合唱団の40周年を記念した委嘱により合唱を含んだ大規模な交響曲6番を作曲し、2001年の同合唱団定期演奏会において仙台フィルハーモニー管弦楽団とともに初演されている。
2008年7月まで作曲活動を行っていたが、翌月に死去。64歳だった。

## 作品

### 交響曲
- 交響曲第1番 Op.20（1974年）
- 弦楽のための交響曲 Op.43（1978年）
- 交響曲第2番 Op.74（1989年）
- 交響曲第3番 Op.88（1993年）
- 室内交響曲 Op.97（1996年）
- 交響曲第4番 Op.98（1997年）
- 交響曲第5番 Op.103（1998年）
- 交響曲第6番『Interdependence』ソプラノ、テノール、合唱と管弦楽のための Op.107（1999年 - 2000年）　東北大学混声合唱団40周年を記念して委嘱された作品。歌詞はカナダ在住の環境活動家デイヴィッド・スズキによる『Declaration of Interdependence（邦訳：相互依存宣言）』。2001年、仙台にて初演。オーケストラ：仙台フィルハーモニー管弦楽団、ソプラノ：菅英三子、テノール：佐藤淳一、指揮：佐々木正利
- 交響曲第7番 Op.124（2003年）
- 交響曲第8番 Op.140（2006年）

### 協奏曲
- ヴァイオリン協奏曲第1番 Op.10（1969年）
- ヴィオラ協奏曲第1番 Op.12（1970年）
- クラリネット、民族楽器と小オーケストラのための協奏曲 Op.14（1970年）
- Autumnal Concerto for traditional Japanese instruments and orchestra Op.18（1974年）
- ピアノ協奏曲Op.23（1975年）
- ヴァイオリン協奏曲第2番 Op.33（1977年）
- ヴィオラ協奏曲第2番 Op.48（1979年）
- チェロ協奏曲第1番 Op.50（1980年）
- ヴァイオリン協奏曲第3番 Op.53（1981年）
- チェロ協奏曲第2番 Op.62（1984年）
- カンテレと小オーケストラのための協奏曲 Op.66（1985年）
- ヴィオラ協奏曲第3番 Op.68（1986年）
- HATE-LOVE（憎しみ－愛） for cello and Streicher Op.71（1987年）
- Phantasme（ファンタズム） for old saxophone and orchestra  Op.81（1992年）
- チェロ協奏曲第3番 Op.82（1992年）
- ヴィオラ、コントラバスと室内オーケストラのための協奏曲 Op.87（1993年）
- チェロ協奏曲第4番 Op.89（1994年）
- ヴァイオリン協奏曲第4番 Op.90（1994年）
- アルトサクソフォンと弦楽オーケストラのための協奏曲 Op.92（1995年）
- トランペットと弦楽オーケストラのための協奏曲 Op.93（1995年）
- ホルンと弦楽のための協奏曲 Op.95（1996年）
- トロンボーン協奏曲 Op.102（1998年）
- カンテレと管弦楽のための協奏曲第2番 Op.106（1999年）
- サクソフォン四重奏とゴングを伴う弦楽オーケストラのための協奏曲 Op.108（2000年）
- オーボエと弦楽のための協奏曲 Op.116（2001年）
- 左手ピアノと室内オーケストラのための協奏曲 Op.129 (2004年) - 小泉八雲の「怪談」の一節『死体にまたがった男』による。舘野泉の委嘱で作曲。

### その他の管弦楽作品
- Euphonie I Op.1（1966年）
- Épiphrase for Streicher Op.4（1967年）
- Euphonie II Op.5（1967年）
- Minore for piano and Streicher Op.6（1968年）
- The Turning POINT Op.16（1972年）
- Koko maailma valittanee (Die ganze Welt wird klagen) for Streicher Op.26b（1966-74年）
- Euphonie III Op.24（1975年）
- Pelimannimuotokuvia (Portraits of Country Fiddlers) for Streicher Op.26（1976年）
- Summer Music for piano and Streicher Op.34（1977年）
- Häjyt. Music for a television play Op.38（1977年）
- Tuolla mun heilani asuskeloo (Yonder Lives My Sweet Love) for Streicher Op. 40（1977年）
- Euphonie IV for Big volume Op.51（1981年）
- 弦楽のための協奏曲 Op.54（1982年）
- Jumala on kauneus (God is Beauty). Music for a television play Op.64（1984年）
- Elegia Vilho Lammelle (Elegie for Vilho Lampi) Op.65（1984年）
- TRANSE-CHORAL for 15 Streicher Op.67（1985年）
- Cronaca by archi Op.79（1991年）
- Streams for chamber orchestra Op.80（1991年）
- Equilibrium Op.94（1995年）
- Yamagata rhapsody（山形ラプソディ） Op.99（1997年）

### 弦楽四重奏曲
- 弦楽四重奏曲第1番 Op.2（1967年）
- 弦楽四重奏曲第2番 Op.7（1968年）
- 弦楽四重奏曲第3番 Op.27（1976年）
- 弦楽四重奏曲第4番 Op.60（1983年）
- 弦楽四重奏曲第5番 Op.69（1986年）
- 弦楽四重奏曲第6番 Op.73（1989年）
- 弦楽四重奏曲第7番 Op.85（1992年）
- 弦楽四重奏曲第8番 Op.105（1999年）

### その他の室内楽曲
- Nachtwache. Music to a broadcast radio play Op.3（1967年）
- Neljä kuolemankuvaa (4 Images of Death) for chamber ensemble Op.8（1968年）
- 六重奏のためのソナチネ Op.9（1969年）
- Kolme maanitusta (3 Verlockungen). Bläserquintett Nr.1 Op.11（1970年）
- Ritornello for violin and piano Op.13（1970年）
- 日本の伝統楽器のための四重奏曲第1番 Op.19（1974年）
- As in A Dream for cello and piano Op.21（1974年）
- 金管五重奏曲第2番 Op.22（1975年）
- 日本の伝統楽器のための四重箏曲第2番『Seita』 Op.42（1978年）
- ピアノ五重奏曲 Op.44（1978年）
- A Late Pastorale for horn and string quintet Op.47（1979年）
- ピアノ三重奏曲 Op.49（1980年）
- Equivocations for Kantele and Streichtrio Op.55（1981年）
- Epilogue for cello and piano Op.61（1983年）
- FATE-NOSTALGIA for clarinet, Violin, piano and 12 cellos Op.72（1989年）
- programs Music Op.76（1990年）
- Going on for retort bass and Schlagzeug Op.77（1991年）
- Sculpture-Fanfare for 3 trumpets and 3 trombones Op.84（1992年）
- ヴァイオリン・ソナタ Op.86（1992年）
- Distance-Dream for cello and accordion Op.101（1997年）
- Zest für Saxophon, cello and piano Op.109（1999年）
- 弦楽五重奏曲 Op.110（2000年）
- Tuulimyllyfantasia (Wind Mill Fantasy) for 3 accordion Op.113（2001年）
- クラリネット、ヴァイオリン、チェロ、ピアノのための四重奏曲（2003年）
- ギターと弦楽四重奏のための五重奏曲 Op.119（2003年）

### 器楽曲
- 小泉八雲の怪談によるバラード（Kymmenen ballaadia japanilaisiin kauhutarinoihin, Kwaidan balladit, 10 Balladen after Japanese spirit stories or Kwaidan Balladen, 1972-77年） - 曲は『耳なし芳一』、『おしどり』、『無間鐘』、『お貞』、『むじな』、『雪女』、『ろくろ首』、『安芸之助の夢』、『食人鬼』、『十六ざくら』。このうち『耳なし芳一』と『おしどり』はピアニストの舘野泉の委嘱である[2]。
- Butterflies for guitar Op.39（1977年）
- in Patches for accordion Op.41（1978年）
- 無伴奏チェロ・ソナタ Op.83（1992年）
- 無伴奏ヴァイオリン・ソナタ Op.104（1999年）
- Come da lontano for guitar Op.122（2003年）
- 小泉八雲の怪談によるバラードII Op.127 (2004年) - 曲は『振袖火事』、『衝立の女』、『忠五郎の話』。左手用のために作曲され、脳出血により右手の機能を失った舘野泉に献呈された。
- ピアノ・ソナタ（2008年）- 未完、遺作。舘野泉による委嘱作品。

### 声楽作品
- Agnus Dei for Sopran, Bariton, choir and orchestra Op.15（1971年）
- Maan alistaminen (Die Unterwerfung der Erde）for mixed choir（1973年）
- Lávllaráidu Nils-Aslak Valkeapää divttai’e (Liederzyklus nach Gedichten von Nils-Aslak Valkeapää) for Bariton, cello and piano Op.45（1978年）
- カンタータ『Kuninkaan kämmenellä (In der Handfläche des Königs)』 Op.46（1979年）
- エディス・ショーデルグラン（en:Edith Södergran）の詩による4つの歌曲 Op.58（1982年）
- Taivaanvalot (Die Lichter des Himmels）for Sopran, tenor, choir and orchestra Op.63（1985年）
- Perpetuum mobile for man choir Op.75（1989年）
- Beavi, áhčážan (The Sun My Father）for 3 Mezzosoprane, tenor, bass, choir and orchestra Op.70（1990年）
- Odotus (Awaiting) for man choir Op.78（1991年）
- Köyhyydestä (Dialogue on Poverty）Op. 96（1996年）
- Te Deum for Sopran, bass, choir and orchestra Op.111（2000年）
- Nacht der Nächte for 2 Soprane, violin, cello and piano Op.114（2000年）
- Ei ne kaikki kuollehia for Sopran and piano OI. 115（2001年）
- Tuuri. Dramatic Ballade for tenor, bass, choir and orchestra Op.117（2002-03年）
- Amor-Desesperada. 4 pieces after Pablo Neruda for Sopran, Bariton, Koto, Shakuhachi and retort bass Op.120（2003年）

### オペラ
- Den svarte munken (The Black Monk). Chamber opera Op.52（1981年）
- Alex. Television opera Op.56（1983年）